# Lacroix-Falgarde
Lacroix-Falgarde è un comune francese di 2 015 abitanti situato nel dipartimento dell'Alta Garonna nella regione dell'Occitania.

## Società

### Evoluzione demografica
Abitanti censiti